# Murawka darniowiec
Murawka darniowiec (Tetramorium caespitum) – gatunek mrówki z podrodziny Myrmicinae.

## Rozmieszczenie i środowisko
Gatunek południowopalearktyczny, ciepło- i sucholubny, zasiedla środowiska otwarte, porośnięte rzadką roślinnością zielną oraz mocno prześwietlone lasy. W siedliskach stosunkowo wilgotnych gniazduje w miejscach wyniesionych (suchych), choć z reguły unika wilgotnych łąk i lasów. Często pojawia się na obszarach zurbanizowanych. Pospolity w całej Polsce, ale nie występuje w wyższych partiach gór.

## Charakterystyka
Długość ciała robotnic 3,0–4,0 mm; ciało czarnobrunatne lub brunatne. Stylik dwuczłonowy. Czułki 12-segmentowe. Królowa wielkości około 8 mm. Mrówki drapieżne i padlinożerne, korzystają też ze spadzi mszyc, głównie korzeniowych, a ich dietę uzupełniają nasiona, zwłaszcza roślin zielnych. Mrówki sąsiadujących ze sobą gniazd często toczą bitwy terytorialne. Robotnice nie oddalają się daleko od gniazda. Liczebność kolonii może osiągnąć 50 tys. osobników. W gnieździe może być więcej niż jedna królowa, ale najczęściej tworzy kolonie monoginiczne. Robotnica może żyć aż do 5 lat, a królowa znacznie dłużej. Loty godowe odbywają się od czerwca do początków sierpnia.

## Gniazda
Gniazduje przeważnie w piaszczystej glebie (gniazda często z ziemnymi kopczykami), pod kamieniami, ale także w próchniejących pniach. Podobnie jak hurtnicę zwyczajną można ją spotkać w mieście na chodnikach. Budowa gniazda pod kamieniami i płytami chodnikowymi związana jest z wykorzystaniem przez termofilne mrówki ciepła, dzięki któremu kolonie szybciej się rozwijają.

## Podgatunki
U murawki darniowiec wyodrębniono 11 podgatunków:
- Tetramorium caespitum alternans Santschi, 1929
- Tetramorium caespitum barabense Ruzsky, 1925
- Tetramorium caespitum caespitomoravicum Kratochvil, 1941
- Tetramorium caespitum caespitum Linnaeus, 1758
- Tetramorium caespitum flavidulum Emery, 1922
- Tetramorium caespitum japonicum Roeszler, 1936
- Tetramorium caespitum oxyomma Karavaiev, 1912
- Tetramorium caespitum pallidum Stitz, 1934
- Tetramorium caespitum penninum Santschi, 1927
- Tetramorium caespitum rhodium Emery, 1922
- Tetramorium caespitum typicum Ruzsky, 1902

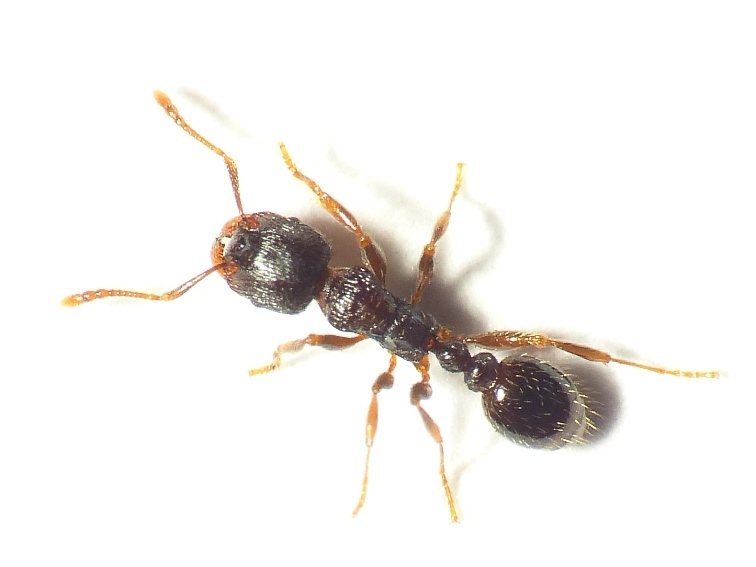
Robotnica
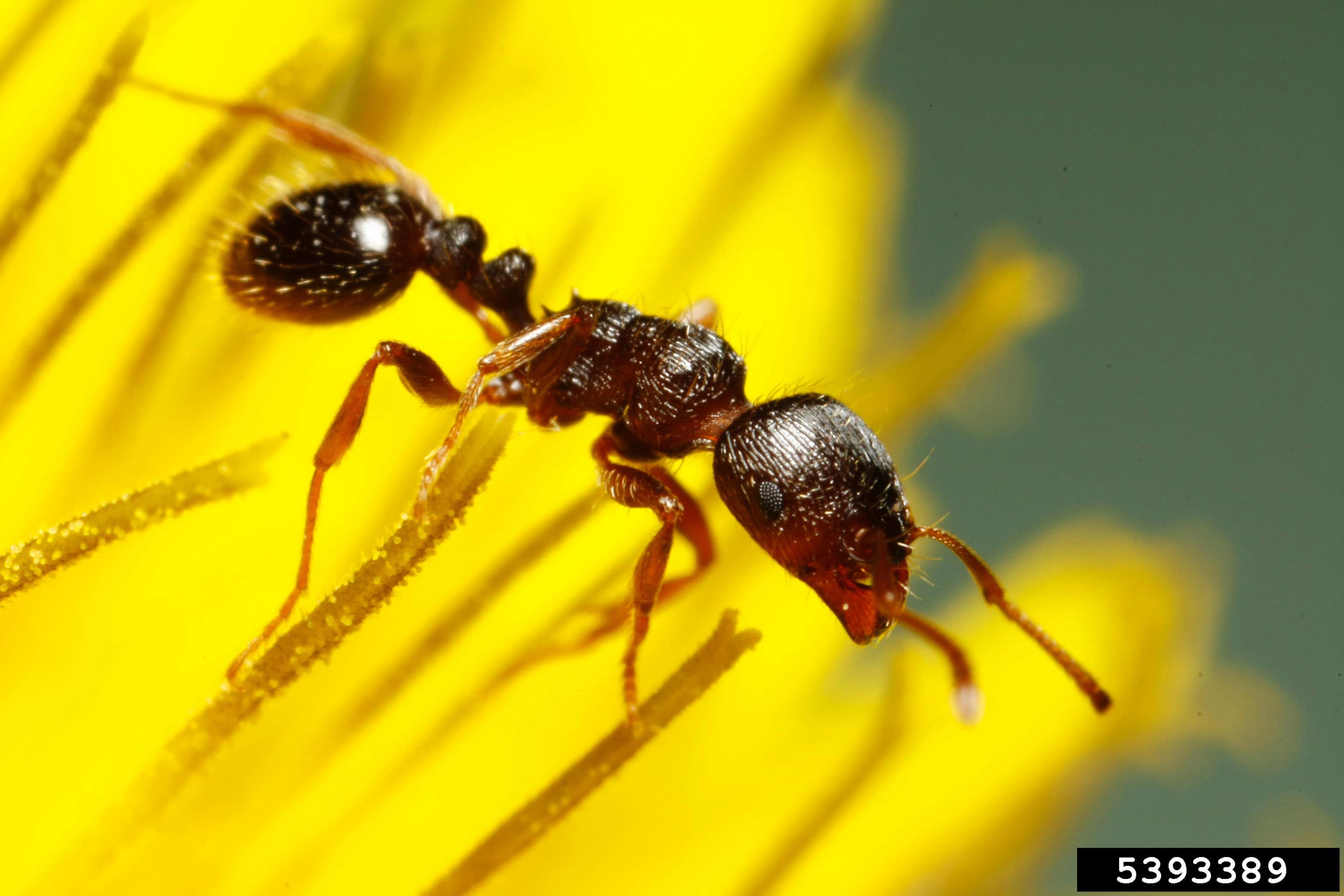
Robotnica na mniszku